# Partnerskap för fred

Karta över medlemsländer i Parnerskap för fred.
Nuvarande medlemmar i PFF
Tidigare PFF-medlemmar som gått med i Nato
NATO-medlemmar
Stater som eftersträvar medlemskap i PFF

Partnerskap för fred är ett Nato-projekt som syftar till att skapa förtroende mellan Nato och andra stater i Europa och före detta Sovjetunionen. Det skapades 1994, det vill säga strax efter att östblocket upplöstes. Sedan 1997 organiseras den europeiska delen i EAPR.

## Medlemmar
De nuvarande medlemsstaterna är (i bokstavsordning):
- Armenien
- Azerbajdzjan
- Belarus
- Bosnien och Hercegovina
- Georgien
- Irland
- Kazakstan
- Kirgizistan
- Malta
- Moldavien
- Ryssland
- Schweiz
- Serbien
- Tadzjikistan
- Turkmenistan
- Ukraina
- Uzbekistan
- Österrike

### Tidigare medlemmar
| Stat           | Anslutning till Partnerskap för Fred | Fullvärdig Nato medlem från |
| -------------- | ------------------------------------ | --------------------------- |
| Polen          | 2 februari 1994                      | 12 mars 1999                |
| Ungern         | 8 februari 1994                      | 12 mars 1999                |
| Tjeckien       | 10 mars 1994                         | 12 mars 1999                |
| Rumänien       | 26 januari 1994                      | 29 mars 2004                |
| Litauen        | 27 januari 1994                      | 29 mars 2004                |
| Estland        | 3 februari 1994                      | 29 mars 2004                |
| Slovakien      | 9 februari 1994                      | 29 mars 2004                |
| Lettland       | 14 februari 1994                     | 29 mars 2004                |
| Bulgarien      | 14 februari 1994                     | 29 mars 2004                |
| Slovenien      | 30 mars 1994                         | 29 mars 2004                |
| Albanien       | 23 februari 1994                     | 1 april 2009                |
| Kroatien       | 25 maj 2000                          | 1 april 2009                |
| Montenegro     | 14 december 2006                     | 5 juni 2017                 |
| Nordmakedonien | 15 november 1995                     | 27 mars 2020                |
| Finland        | 9 maj 1994                           | 4 april 2023                |
| Sverige        | 9 maj 1994                           | 7 mars 2024                 |

### Malta
Malta deltog i partnerskap för fred mellan 26 april 1995 och 27 oktober 1996. Den 20 mars 2008 beslöt Malta att reaktivera sitt medlemskap. Nato godkände ansökan under sitt toppmöte i Bukarest den 3 april 2008.